# Korgscher und Steinsdorfer Busch
Korgscher und Steinsdorfer Busch este o arie protejată (arie specială de conservare — SAC, sit de importanță comunitară — SCI) din Germania întinsă pe o suprafață de 197 ha, integral pe uscat.

## Localizare
Centrul sitului Korgscher und Steinsdorfer Busch este situat la coordonatele 51°49′54″N 13°05′57″E / 51.8317°N 13.0992°E.

## Înființare
Situl Korgscher und Steinsdorfer Busch a fost declarat sit de importanță comunitară în octombrie 2000 pentru a proteja 3 specii de animale. Situl a fost protejat și ca arie specială de conservare în decembrie 2018.

## Biodiversitate
Situată în ecoregiunea continentală, aria protejată conține 5 habitate naturale: Liziere de ierburi înalte hidrofile de câmpie și de nivel montan până la alpin, Fânețe de joasă altitudine (Alopecurus pratensis, Sanguisorba officinalis), Păduri de stejar sau de stejar și carpen sub-atlantice și medio-europene de Carpinion betuli, Păduri acidofile de stejar bătrân cu Quercus robur pe câmpii nisipoase, Păduri aluvionare cu Alnus glutinosa și Fraxinus excelsior (Alno-Padion, Alnion incanae, Salicion albae).
La baza desemnării sitului se află mai multe specii protejate:
- mamifere (2): castor (Castor fiber), vidră de râu (Lutra lutra)
- pești (1): țipar (Misgurnus fossilis)

Pe lângă speciile protejate, pe teritoriul sitului au mai fost identificate 2 specii de amfibieni, 7 specii de mamifere.